# World Team Challenge 2004
Die 3. World Team Challenge 2004 (offiziell: VELTINS-Biathlon-WTC 04) war ein Biathlonwettbewerb, der am 28. Dezember 2004 in der Veltins-Arena in Gelsenkirchen stattfand.
Es gewann das norwegische Team Ole Einar Bjørndalen und Liv-Kjersti Eikeland. Bjørndalen konnte seinen Sieg vom Vorjahr erfolgreich verteidigen.

## Teilnehmer
Es nahmen insgesamt 12 Teams aus acht Nationen teil. Dabei waren Polen, Slowenien und die Slowakei erstmals vertreten. Die meisten Teams stellte das deutsche Team mit insgesamt vier Mannschaften.

## Ergebnisse
| Platz | Name                                          | Land        | Zeit (min) |
| ----- | --------------------------------------------- | ----------- | ---------- |
| 1     | Ole Einar Bjørndalen und Liv-Kjersti Eikeland | Norwegen    | 50:37,2    |
| 2     | Vincent Defrasne und Sandrine Bailly          | Frankreich  | +0:39,3    |
| 3     | Tomasz Sikora und Magdalena Gwizdoń           | Polen       | +0:47,5    |
| 4     | Wladimir Dratschow und Alena Subrylawa        | Belarus     | +0:52,4    |
| 5     | Michael Greis und Martina Glagow              | Deutschland | +0:53,5    |
| 6     | Sergei Roschkow und Olga Saizewa              | Russland    | +0:55,2    |
| 7     | Ricco Groß und Kati Wilhelm                   | Deutschland | +1:10,6    |
| 8     | Halvard Hanevold und Jori Mørkve              | Norwegen    | +1:17,4    |
| 9     | Andreas Birnbacher und Simone Denkinger       | Deutschland | +1:21,4    |
| 10    | Janez Marič und Andreja Mali                  | Slowenien   | +2:08,8    |
| 11    | Pavol Hurajt und Anna Murínová                | Slowakei    | +2:17,2    |
| 12    | Peter Sendel und Katrin Apel                  | Deutschland | +2:40,4    |